# HD 140283
HD 140283는 지구에서 볼 때 천칭자리 방향으로 약 190 광년 떨어진 곳에 위치하고 있는 F형 주계열성이다. 2013년 현재 발견된 별들 중에서 우주에서 최고로 나이가 많은 천체이다.

## 개요
HD 140283는 스펙트럼 분류가 sdF3인 항성이다. 직경과 질량, 광도는 정확히 밝혀지지 않았다. 실시등급은 약 7.21 등급이며, 지구에서 약 190광년 떨어진 거리에 있다, 절대 등급은 약 3.38 등급으로 추정되고 있다. HD 140283는 청색편이가 관찰되며, 169.0 km/s의 속도로 지구 쪽으로 가까워지고 있다. 또한 고유운동이 상당히 큰데. 허블 우주 망원경의 관측에서는 수시간만에 이동하고 있다는 것이 관측될 정도이다. 우리 은하 속을 361.3 km/s의 속도로 이동하고 있다고 생각된다.
HD 140283는 중원소 함량 수치가 −2.40으로 낮은 수치를 갖고 있는 중원소 함량이 낮은 항성이다. 이러한 항성은 일반적으로 우주 초창기에 형성된 나이 많은 항성으로 본다. 표면온도는 5777 K(5504°C)으로 태양과 거의 비슷한 온도로 추정된다.

## 나이
HD 140283는 발견된 것들 중 가장 오래된 항성으로 추정된다. 그 나이는 136억 6,000만년에서 152억 6,000만 년 사이로 추정하고 있다. 나이를 하한치에 가깝게 생각한다면 현재 우주의 나이로 추정되고 있는 137억 1,300만 년에서 138억 3,100만년의 범위에 들어간다. 물론 이것은 불확실한 점이 크지만 이제까지 최고로 오래된 항성으로 여겨졌던 HE 1523-0901의 132억년 보다도 오래되었다는 것을 뜻한다. 또한 나이가 아니라 시대로 생각해보면 133억 6,000만년 전의 천체인 UDFj-39546284 라던지 약 133억 년 전의 천체인 MACS0647-JD과 비교해도 더 오래되었다. 때문에 HD 140283은 현재 알려진 우주에서 가장 오래된 항성이자 동시에 천체이다. 이 엄청난 나이로 인하여 NASA는 이 별에 성경에서 가장 장수한 인물로 나오는 므두셀라에서 딴 “므두셀라성(Methuselah star)”이라는 별명을 붙였다.
HD 140283의 나이는 우선 항성에 포함된 금속의 양과 표면온도 수치로 계산한 결과에서 144억6000만년이라는 나이가 나왔는데 이 계산의 불확정성은 3억1000만년이었다. 여기에 몇 개의 수치의 불확정성을 계산하자, 나이의 불확정성이 총 8억년이라는 결과가 나왔다. 이렇게 불확정성 수치가 커진 이유는 특히 산소 양의 불확정성 때문이다. 이 수치는 2000년에 구해진 최소 140억년 이상, 최대 160억년이라는 수치 라던지, 2002년에 나온 120억년에서 150억년이라는 수치보다 개선된 것이다.
| 요소                 | 수치            | 불확실성 （억년） |
| -------------------- | --------------- | ----------------- |
| 연주 시차(mas/년)    | 17.15 ± 0.14    | ±2.1              |
| 실시등급(등급)       | 7.205 ± 0.02    | ±2.3              |
| E(B − V)             | 0.000 ± 0.002   | ±0.6              |
| 표면온도(K)          | 5777 ± 55       | ±3.5              |
| 중원소 함량 [Fe/H]   | -2.40 ± 0.10    | ±1.0              |
| 산소량 [O/H]         | -1.67 ± 0.15    | ±6.1              |
| 질소량 (solar log N) | 8.69 ± 0.05     | ±2.0              |
| 불확정성의 합계      | 불확정성의 합계 | ±8.0              |

나이의 불확정성이 개선된 것은 허블 우주망원경으로 자세한 고유운동 수치를 구할 수 있게 된 점이 컸다. 허블 우주 망원경보다 이전에 히파르코스로 고유운동 수치를 구했는데 이후 허블 우주 망원경으로 이루어진 관측과 거의 차가 없음을 알게 되었다. 단, 불확정성은 히파르코스의 계산보다 5배 개선되었다.
|                        | 적위 (초/년)    | 적경 (초/년)   |
| ---------------------- | --------------- | -------------- |
| 허블 우주 망원경(2013) | −1114.50 ± 0.12 | −304.59 ± 0.11 |
| 히파르코스(2007)       | −1114.93 ± 0.62 | −304.36 ± 0.74 |

HD 140283의 나이에 있어서의 불확정성을 더 낮출 수도 있다. 특히 산소의 양이 예상보다 높기 때문에 우주에 존재하는 산소의 양과 비교하면 HD 140283의 나이를 낮춰서 아마도 우주의 나이 밑으로 낮출 수 있게 될 것이다.

## 항성의 역사
HD 140283는 고유운동이 상당히 큰데, 그렇기에 원래 우리 은하에 속한 천체가 아니었다고 생각된다. 아마도 오래전에 은하헤일로의 중심에 있는 왜소 은하에 속한 항성이었고, 약 120억년 전에 우리 은하와 충돌했을 때 우리 은하로 흡수되었을 것으로 보고 있다. 은하 헤일로의 중심에 있는 천체는 일반적으로 나이를 많이 먹은 항성이 많기 때문에 이 관측결과와 모순되지 않는다.
HD 140283는 중원소 함량이 낮다고는 하지만 금속을 포함하고 있기도 하다. 그렇기에 우주 최초에 형성되어 금속이 전혀 포함되어있지 않을 것으로 보이는 항성(오로지 우주의 빅뱅 핵합성으로 만들어진 수소와 헬륨만으로 구성된 종족III에 속한 항성)은 아닐 가능성이 있다. 이는 HD 140283 항성이 형성되었던 시대에 이미 다른 항성이 초신성 폭발을 일어켜 그로 인하여 생겨난 중원소로 HD 140283이 “오염”되었다는 결론이 나온다.

## 별칭
Ci 20 942,
CSV 101522,
DENIS-P J154303.0-105600,
GC 21124,
GCRV 9069,
GEN# +1.00140283,
GJ 1195,
グリーゼ1195,
GSC 05601-00694,
HIP 76976,
JP11 2636,
LAL 28607,
LFT 1220,
LHS 405,
LPM 579,
LTT 6279,
NBP 217,
NSV 7210,
PLX 3552,
PLX 3552.00,
PM 15404-1046,
PPM 230636,
SAO 159459,
SKY# 28415,
SRS 13112,
SV* ZI 1150
TYC 5601-694-1,
UBV 13389,
UBV M 20927,
uvby98 100140283,
VVO 315,
YZ 0 5090,
YZC 11 5477,
2MASS J15430307-1056009,
Methuselah star

## 같이 보기
- 항성의 종족
- 우주의 나이
- HE 1523-0901
- HE1327-2326